# Алвес дос Сантос, Андре
Андре́ А́лвес дос Са́нтос (порт.-браз. André Alves dos Santos; род. 15 октября 1983, Дорадус) — бразильский футболист, игравший на позиции нападающего.

## Карьера
Начал карьеру в клубе «Сан-Паулу», за который выступал с 2003 по 2004 год. Затем играл за клуб «Унион Барбаренсе», который тренировал Леандро Самарони. Самарони, который после увольнения из клуба работал агентом, поставляя бразильских футболистов на рынок Восточной Европы, помог Алвесу перейти в клуб «Гонвед», за который провёл 14 матчей и забил 6 голов. С 2005 по 2008 год играл за «Капошвари Ракоци», проведя 73 матча, в которых отличился 26 раз. Летом 2008 года был отдан в аренду в российский клуб «Луч-Энергия», заплативший за полугодовую аренду 20 тыс. евро. С 2009 года выступал за «Видеотон», купивший трансфер футболиста за 180 тыс. евро. В сезоне 2010/11 в составе «Видеотона» стал чемпионом Венгрии и лучшим бомбардиром чемпионата (24 мяча).

## Достижения

### Командные
- Чемпион Венгрии: 2010/11
- Обладатель Кубка венгерской лиги: 2008/09
- Финалист Кубка Венгрии: 2010/11

### Личные
- Лучший бомбардир чемпионата Венгрии: 2010/11 (24 мяча)